# École nationale supérieure des ingénieurs en arts chimiques et technologiques
 (septembre 2016).
L’École nationale supérieure des ingénieurs en arts chimiques et technologiques (ENSIACET), aussi appelée « A7 », est l'une des 204 écoles d'ingénieurs françaises accréditées au 1er septembre 2020 pour délivrer un diplôme d'ingénieur.
Intégrée à l'Institut national polytechnique de Toulouse (INPT) et à l'université fédérale de Toulouse-Midi-Pyrénées, l'ENSIACET est un pôle de formation d’ingénieurs dans le domaine de la transformation de la matière et de l’énergie. Elle est membre de la conférence des grandes écoles (CGE) ainsi que de la fédération Gay-Lussac, regroupant 20 écoles d'ingénieurs françaises en chimie, génie chimique et génie des procédés.
Elle est située à Labège, au sud-est de Toulouse, dans le département de Haute-Garonne, dans la région Occitanie.

## Histoire
L’ENSIACET a été créée le 1er janvier 2001 par la fusion de l’École nationale supérieure de chimie de Toulouse (ENSCT) et de l’École nationale supérieure des ingénieurs en génie chimique (ENSIGC).
L'ENSCT est créée le 4 avril 1906 par Paul Sabatier, sous le nom d'institut de chimie de Toulouse (ICT). Le 23 mars 1953, elle change de nom pour École nationale supérieure de chimie de Toulouse. L'ENSIGC est créée le 11 avril 1949 par Joseph Cathala sous le nom d'institut de génie chimique (IGC). Les deux écoles intègrent l'Institut national polytechnique de Toulouse à sa création en 1969. 

En 1985, l'IGC change de nom pour École nationale supérieure des ingénieurs en génie chimique.

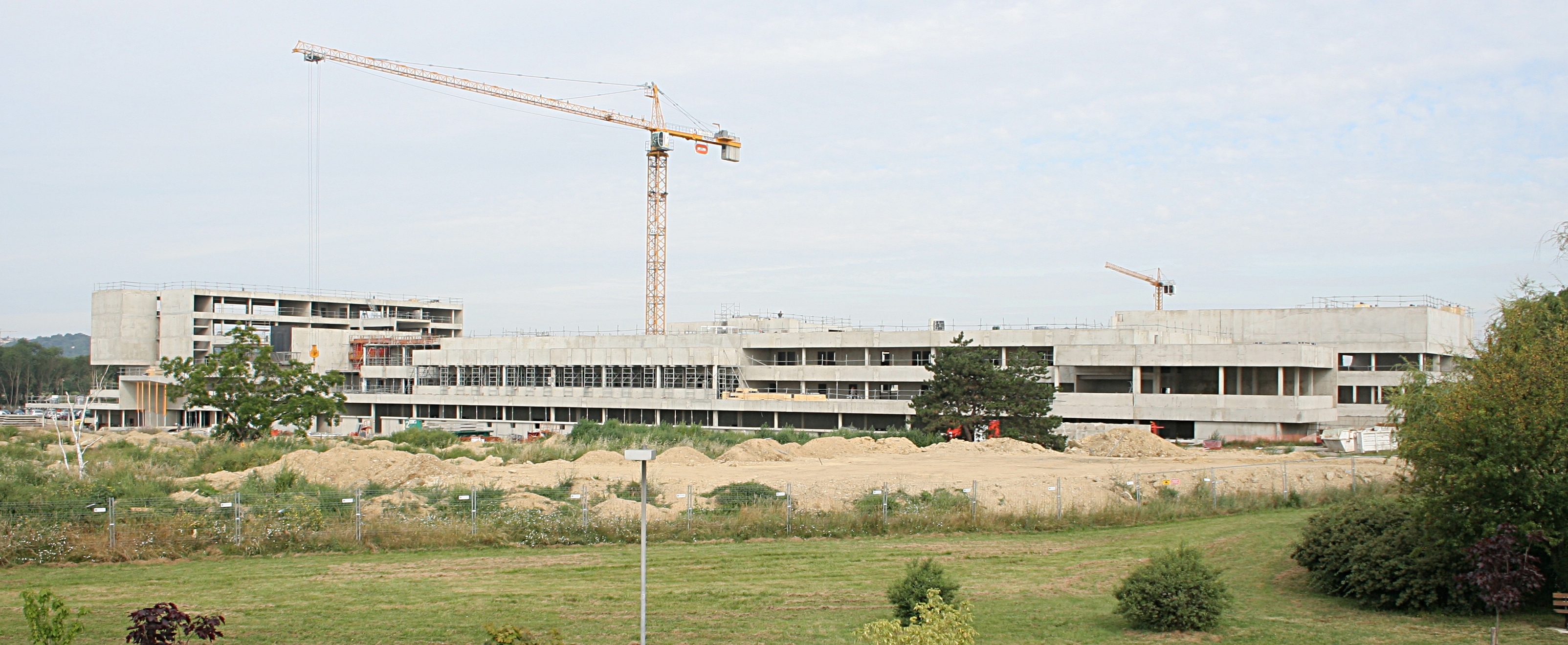
La construction de l’école en 2007.

Selon Les Échos, Ces deux écoles contribuent, par les travaux qui y sont menés, à faire de Toulouse un pôle d'enseignement et de recherche français compétitif et attractif pour les entreprises.

### Implantation géographique

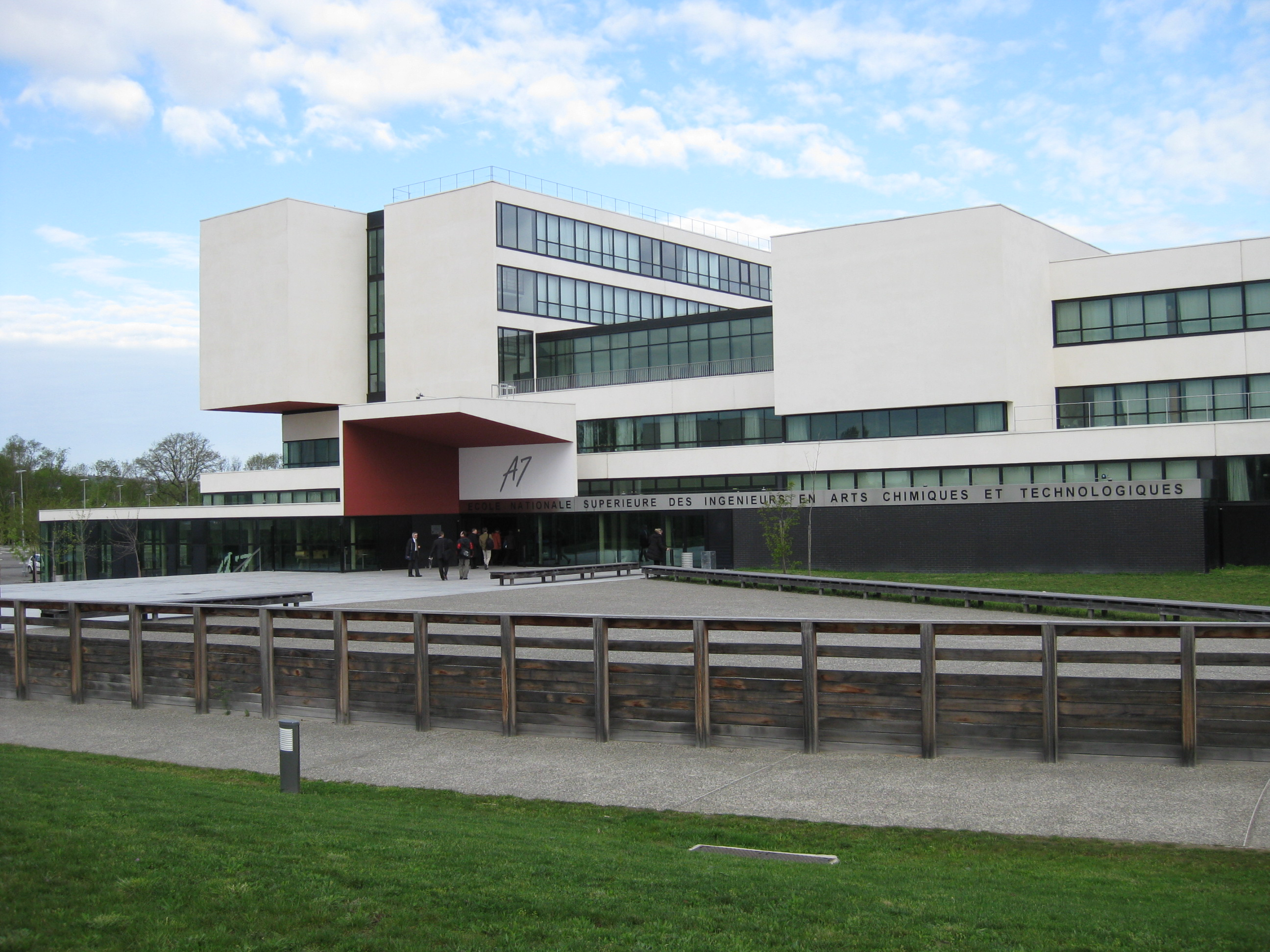
Le bâtiment de l'école en 2012.

La catastrophe de l'usine AZF, le 21 septembre 2001, provoque la destruction des infrastructures de l'école sur l'île du Ramier. Une nouvelle école est construite au sud-est de Toulouse, à Labège, près de bâtiments appartenant à l'INPT. 
En attendant la fin des travaux en 2009, l'école s'installe sur le campus de Rangueil. 

## Classements

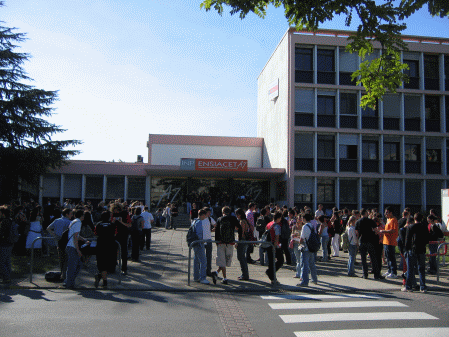
La rentrée 2007 à l'ENSIACET.

Classement de l'école parmi les écoles d'ingénieur françaises :
| Nom            | 2019 (Rang) | 2020 (Rang) | 2023/2024 (Rang) |
| -------------- | ----------- | ----------- | ---------------- |
| L’Étudiant     |             | 39          | 49               |
| Usine Nouvelle | 61          | 43          | 86               |
| Daur Rankings  | 51          | 74          | 36               |